# Iggelheim
Iggelheim ist einer von zwei Ortsteilen der Ortsgemeinde Böhl-Iggelheim im Rhein-Pfalz-Kreis in Rheinland-Pfalz. Bis 1969 war er eine selbständige Gemeinde.

## Lage
Iggelheim liegt im südlichen Teil der Ortsgemeinde. Durch das Siedlungsgebiet fließen in West-Ost-Richtung der Rehbach und der Steinbach. Ersterer nimmt kurz nach Erreichen von Iggelheim von links den Landwehrgraben auf und letzterer kurz vor Erreichen der Bebauung von rechts den Feldgraben auf. Im südlichen Teil der Gemarkung befindet sich der Speyerer Wald, der vom Ranschgraben durchflossen wird; in diesem Bereich befindet sich das Naturschutzgebiet Böhler Bruch-Kandelwiese. Rund drei Kilometer östlich des Siedlungsgebiets liegt der Niederwiesenweiher. In und unmittelbar um Iggelheim befinden sich insgesamt sechs Naturdenkmale.

## Geschichte
Iggelheim wurde wahrscheinlich im 7. Jahrhundert gegründet, die erste gesicherte Erwähnung stammt aus einer Urkunde des Klosters Weißenburg in der Form „Uchelnheim“ im Jahr 991. Der Name wandelte sich von Ugelnheim über Ygelnheim bis zur seit dem 19. Jahrhundert verwendeten heutigen Form. Um das Jahr 1100 ist, zusammen mit Böhl und Haßloch, ein Status als Reichsdorf fassbar. Ludwig der Bayer verpfändete den Reichsbesitz (als „Pflege“ bezeichnet) im Jahr 1330 an die Kurpfalz. Zur Kurpfalz gehörte Iggelheim bis zur Französischen Revolution, allerdings wurde der Ort 1379 von den Pfalzgrafen an die Grafen von Leiningen weiter verpfändet. Im Dreißigjährigen Krieg wurde Iggelheim mehrmals von durchziehenden Söldnerheeren (Spanier, Schweden) geplündert und teilweise niedergebrannt.
Von 1798 bis 1814, als die Pfalz Teil der Französischen Republik (bis 1804) und anschließend Teil des Napoleonischen Kaiserreichs war, war Iggelheim in den Kanton Mutterstadt eingegliedert und besaß eine eigene Mairie. 1815 hatte der Ort insgesamt 1300 Einwohner. Im selben Jahr wurde der Ort Österreich zugeschlagen. Bereits ein Jahr später wechselte der Ort wie die gesamte Pfalz in das Königreich Bayern. Von 1818 bis 1862 gehörte er dem Landkommissariat Speyer an; aus diesem ging das Bezirksamt Speyer hervor. Ab 1886 war Iggelheim Bestandteil des neu geschaffenen Bezirksamt Ludwigshafen.
1928 hatte Iggelheim 2954 Einwohner, die in 530 Wohngebäuden lebten. Seit 1939 ist der Ort Bestandteil des Landkreises Ludwigshafen am Rhein, der seit 2004 Rhein-Pfalz-Kreis heißt. Nach dem Zweiten Weltkrieg wurde Iggelheim innerhalb der französischen Besatzungszone Teil des damals neu gebildeten Landes Rheinland-Pfalz. Im Zuge der ersten rheinland-pfälzischen Verwaltungsreform wurde Iggelheim am 7. Juni 1969 mit der Nachbargemeinde Böhl zur neuen Ortsgemeinde Böhl-Iggelheim zusammengelegt.

## Religion
Die Einwohnerstatistik von 1928 weist 2021 Protestanten, 900 Katholiken, 18 „Israeliten“ und 15 „sonstige“ auf. Sowohl die Katholiken als auch die Protestanten besaßen jeweils eine eigene Pfarrei vor Ort. Die im Ort lebenden Juden wurden in Haßloch beigesetzt. Am 22. Oktober 1940 wurden Iggelheimer Juden im Zuge der Wagner-Bürckel-Aktion deportiert.

## Kultur
Vor Ort existieren insgesamt 24 Objekte, die unter Denkmalschutz stehen.

## Wirtschaft und Infrastruktur

### Wirtschaft
Ab dem 13. Jahrhundert mussten die Iggelheimer Bürger ihr Getreide in der Fronmühle im Nachbarort Haßloch mahlen lassen. Ab 1929 erfolgte die Wasserversorgung für die Dauer mehrerer Jahrzehnte vom Wasserturm Duttweiler aus. Die Gemeindesparkasse ging in den 1930er Jahren in den Besitz der Bezirkssparkasse Ludwigshafen am Rhein, die ab 1939 Kreissparkasse Ludwigshafen am Rhein hieß und seit 2004 den Namen Kreissparkasse Rhein-Pfalz trägt.

### Verkehr
Durch Iggelheim verläuft die Landesstraße 532, die den Ort mit Haßloch und Mußbach verbindet. Im äußersten Osten der Gemarkung verläuft die Bundesautobahn 61. Nächstgelegene Bahnstation ist der Bahnhof Böhl-Iggelheim, der sich bereits im Nachbarort Böhl befindet.

## Sport
1983 fand vor Ort die Deutsche Meisterschaft im Blindenschach statt, die Ludwig Zier gewann.

## Söhne und Töchter des Ortes
- Nikolaus Schöneck (~1500–1561), letzter katholischer Pfarrer in Neustadt an der Weinstraße vor der Reformation
- Justus Siebein (1750–1812), Bayerischer General, Ritter der französischen Ehrenlegion und Kommandeur des Bayerischen Militär-Max-Joseph-Ordens.
- Jakob Heinrich Lützel (1823–1899), Iggelheimer Komponist, Chorleiter, Volksschullehrer und Organist
- Otto Heinrich Thelemann (1858–1928), von 1884 bis 1911 Pastor der evangelischen Kirche Wüsten